# Kabinett Rutte IV
Das Kabinett Rutte IV war das 30. Kabinett der Niederlande seit 1945. Das Kabinett wurde nach der Parlamentswahl vom 15. bis 17. März 2021 und der anschließenden Regierungsbildung am 10. Januar 2022 vereidigt. Die Minister des Kabinetts von Mark Rutte bildeten zusammen mit dem König die Regierung der Niederlande.
Am 7. Juli 2023 zerbrach die Koalition an der Diskussion über den Nachzug von Angehörigen in den Niederlanden lebender Flüchtlinge. Ministerpräsident Rutte reichte am selben Tag den Rücktritt des vollständigen Kabinetts beim König ein. Das Kabinett war seither als geschäftsführendes Kabinett (niederländisch demissionair kabinet) tätig.
Am 22. November 2023 fand eine Parlamentswahl statt. Die Partei für die Freiheit (PVV) von Geert Wilders wurde mit 23,5 % (plus 12,7 Prozentpunkte) stärkste Partei vor GroenLinks-PvdA (15,8 %, plus 4,9 Prozentpunkte) und VVD (15,3 %, minus 6,6 Prozentpunkte). Am 2. Juli 2024 wurde das Kabinett vom Kabinett Schoof abgelöst.

## Antritt des Kabinetts
Die Koalition bestand – wie in der vorigen Legislaturperiode – aus der liberal-konservativen VVD (Volkspartij voor Vrijheid en Democratie), der linksliberalen D66 (Democraten 66), dem christdemokratischen CDA (Christen-Democratisch Appèl) und der calvinistischen ChristenUnie. Am 15. Dezember 2021 präsentierten die Parteivorsitzenden dieser Parteien (Mark Rutte, Sigrid Kaag, Wopke Hoekstra und Gert-Jan Segers) die Koalitionsvereinbarung, die nach den längsten Koalitionsverhandlungen seit 1945 zustande gekommen war.
Am 10. Januar 2022, knapp zehn Monate nach der Parlamentswahl im März 2021 und fast ein Jahr nach dem Rücktritt des Kabinetts Rutte III, legten die Minister und Staatssekretäre des Kabinetts vor König Willem-Alexander den Amtseid auf die niederländische Verfassung ab. Die Finanzministerin und stellvertretende Ministerpräsidentin, Sigrid Kaag, konnte wegen einer COVID-Infektion nicht persönlich anwesend sein und wurde per Videoschaltung vereidigt.

## Zusammensetzung
Das vierte Kabinett des rechtsliberalen Ministerpräsidenten Mark Rutte bestand aus 20 Ministern und 9 Staatssekretären. Die VVD stellt 8 Minister und 3 Staatssekretäre, D66 6 Minister und 3 Staatssekretäre, der CDA 4 Minister und 2 Staatssekretäre und die ChristenUnie 2 Minister und einen Staatssekretär. Mit 14 von 29 Kabinettsmitgliedern bestand das Kabinett fast zur Hälfte aus Frauen.
Die Regierung besteht nach Art. 42 des niederländischen Grundgesetzes aus dem König und den Ministern. Die Staatssekretäre sind keine Regierungsmitglieder.
Die Ministerien im Kabinett Rutte IV veränderten sich gegenüber dem Vorgängerkabinett nicht. Es gab vier neue Posten (Minister zonder portefeuille):
- Minister für Klima und Energie[9]
- Minister für Natur und Stickstoff[10]
- Minister für Wohnungswesen und Raumordnung[11]
- Minister für Armutspolitik, Partizipation und Altersvorsorge[12]

siehe unten: #Minister ohne Geschäftsbereich

### Minister
| Ressort                                                     | Bild | Minister                                                                      | Partei | Partei | Bemerkungen |
| ----------------------------------------------------------- | ---- | ----------------------------------------------------------------------------- | ------ | ------ | ----------- |
| Ministerpräsident, Minister für allgemeine Angelegenheiten  |      | Mark Rutte                                                                    |        | VVD    |             |
| Erste Stellvertretende Ministerpräsidentin                  |      | Sigrid Kaag bis 8. Januar 2024                                                |        | D66    |             |
| Erste Stellvertretende Ministerpräsidentin                  |      | Rob Jetten seit 8. Januar 2024                                                |        | D66    |             |
| Zweiter Stellvertretender Ministerpräsident                 |      | Wopke Hoekstra bis 1. September 2023                                          |        | CDA    |             |
| Zweiter Stellvertretender Ministerpräsident                 |      | Karien van Gennip                                                             |        | CDA    |             |
| Dritte Stellvertretende Ministerpräsidentin                 |      | Carola Schouten                                                               |        | CU     |             |
| Minister für auswärtige Angelegenheiten                     |      | Wopke Hoekstra bis 1. September 2023                                          |        | CDA    |             |
| Minister für auswärtige Angelegenheiten                     |      | Liesje Schreinemacher 1. September 2023 bis 5. September 2023 (kommissarisch) |        | VVD    |             |
| Minister für auswärtige Angelegenheiten                     |      | Hanke Bruins Slot seit 5. September 2023                                      |        | CDA    |             |
| Ministerin für Justiz und Sicherheit                        |      | Dilan Yeşilgöz                                                                |        | VVD    |             |
| Ministerin für Inneres und Königreichsbeziehungen           |      | Hanke Bruins Slot bis 5. September 2023                                       |        | CDA    |             |
| Ministerin für Inneres und Königreichsbeziehungen           |      | Hugo de Jonge seit 5. September 2023                                          |        | CDA    |             |
| Minister für Bildung, Kultur und Wissenschaft               |      | Robbert Dijkgraaf                                                             |        | D66    |             |
| Ministerin der Finanzen                                     |      | Sigrid Kaag bis 8. Januar 2024                                                |        | D66    |             |
| Ministerin der Finanzen                                     |      | Rob Jetten 8. Januar 2024 bis 12. Januar 2024 (kommissarisch)                 | D66    |        |             |
| Ministerin der Finanzen                                     |      | Steven van Weyenberg seit 12. Januar 2024                                     | D66    |        |             |
| Ministerin der Verteidigung                                 |      | Kajsa Ollongren                                                               |        | D66    |             |
| Minister für Infrastruktur und Wasserwirtschaft             |      | Mark Harbers                                                                  |        | VVD    |             |
| Ministerin für Wirtschaft und Klima                         |      | Micky Adriaansens                                                             |        | VVD    |             |
| Minister für Landwirtschaft, Natur und Lebensmittelqualität |      | Henk Staghouwer bis 5. September 2022                                         |        | CU     |             |
| Minister für Landwirtschaft, Natur und Lebensmittelqualität |      | Carola Schouten 5. September 2022 bis 3. Oktober 2022 (kommissarisch)         |        | CU     |             |
| Minister für Landwirtschaft, Natur und Lebensmittelqualität |      | Piet Adema seit 3. Oktober 2022                                               |        | CU     |             |
| Ministerin für Soziales und Arbeit                          |      | Karien van Gennip                                                             |        | CDA    |             |
| Minister für Gesundheit, Gemeinwohl und Sport               |      | Ernst Kuipers bis 10. Januar 2024                                             |        | D66    |             |
| Minister für Gesundheit, Gemeinwohl und Sport               |      | Conny Helder seit 10. Januar 2024                                             |        | VVD    |             |

### Minister ohne Geschäftsbereich
| Amt                                                            | Bild | Minister                                                   | Partei | Partei | Bemerkungen                                                       |
| -------------------------------------------------------------- | ---- | ---------------------------------------------------------- | ------ | ------ | ----------------------------------------------------------------- |
| Ministerin für Außenhandel und Entwicklungszusammenarbeit      |      | Liesje Schreinemacher bis 4. Dezember 2023                 |        | VVD    | Im Ministerium für auswärtige Angelegenheiten                     |
| Ministerin für Außenhandel und Entwicklungszusammenarbeit      |      | Geoffrey van Leeuwen seit 4. Dezember 2023 (kommissarisch) | VVD    |        | Im Ministerium für auswärtige Angelegenheiten                     |
| Minister für Rechtsschutz                                      |      | Franc Weerwind                                             |        | D66    | Im Ministerium für Justiz und Sicherheit                          |
| Minister für Wohnungswesen und Raumordnung                     |      | Hugo de Jonge bis 5. September 2023                        |        | CDA    | Im Ministerium für Inneres und Königreichsbeziehungen             |
| Minister für Bildung im Primar- und Sekundarbereich            |      | Dennis Wiersma bis 22. Juni 2023                           |        | VVD    | Im Ministerium für Bildung, Kultur und Wissenschaft               |
| Minister für Bildung im Primar- und Sekundarbereich            |      | Mariëlle Paul seit 21. Juli 2023                           | VVD    |        | Im Ministerium für Bildung, Kultur und Wissenschaft               |
| Minister für Klima und Energie                                 |      | Rob Jetten                                                 |        | D66    | Im Ministerium für Wirtschaft und Klima                           |
| Ministerin für Natur und Stickstoff                            |      | Christianne van der Wal                                    |        | VVD    | Im Ministerium für Landwirtschaft, Natur und Lebensmittelqualität |
| Ministerin für Armutspolitik, Partizipation und Altersvorsorge |      | Carola Schouten                                            |        | CU     | Im Ministerium für Soziales und Arbeit                            |
| Ministerin für Langzeitpflege und Sport                        |      | Conny Helder bis 10. Januar 2024                           |        | VVD    | Im Ministerium für Gesundheit, Gemeinwohl und Sport               |
| Ministerin für Gesundheitsversorgung                           |      | Pia Dijkstra seit 2. Februar 2024                          |        | D66    | Im Ministerium für Gesundheit, Gemeinwohl und Sport               |

### Staatssekretäre
| Amt | Bild | Staatssekretär                                            | Partei | Partei | Bemerkungen                                           |
| --- | ---- | --------------------------------------------------------- | ------ | ------ | ----------------------------------------------------- |
| Staatssekretär für Asyl und Migration (In Kontakten mit dem Ausland: Minister für Migration)                                   |      | Eric van der Burg                                         |        | VVD    | Im Ministerium für Justiz und Sicherheit              |
| Staatssekretärin für Königreichsbeziehungen und Digitalisierung (In Kontakten mit dem Ausland: Ministerin für Digitalisierung) |      | Alexandra van Huffelen                                    |        | D66    | Im Ministerium für Inneres und Königreichsbeziehungen |
| Staatssekretärin für Kultur und Medien                                                                                         |      | Gunay Uslu bis 1. Dezember 2023                           |        | D66    | Im Ministerium für Bildung, Kultur und Wissenschaft   |
| Staatssekretärin für Kultur und Medien                                                                                         |      | Steven van Weyenberg 6. Dezember 2023 bis 12. Januar 2024 | D66    |        | Im Ministerium für Bildung, Kultur und Wissenschaft   |
| Staatssekretärin für Kultur und Medien                                                                                         |      | Fleur Gräper seit 12. Januar 2024                         | D66    |        | Im Ministerium für Bildung, Kultur und Wissenschaft   |
| Staatssekretär für Steuern |      | Marnix van Rij                                            |        | CDA    | Im Ministerium der Finanzen                           |
| Staatssekretärin für Zuschüsse und Zoll                                                                                        |      | Aukje de Vries                                            |        | VVD    | Im Ministerium der Finanzen                           |
| Staatssekretär der Verteidigung                                                                                                |      | Christophe van der Maat                                   |        | VVD    | Im Ministerium der Verteidigung                       |
| Staatssekretärin für Infrastruktur und Wasserwirtschaft (in Kontakten mit dem Ausland: Ministerin für Umwelt)                  |      | Vivianne Heijnen                                          |        | CDA    | Im Ministerium für Infrastruktur und Wasserwirtschaft |
| Staatssekretär für Bergbau |      | Hans Vijlbrief                                            |        | D66    | Im Ministerium für Wirtschaft und Klima               |
| Staatssekretär für Jugend und Prävention                                                                                       |      | Maarten van Ooijen                                        |        | CU     | Im Ministerium für Gesundheit, Gemeinwohl und Sport   |